# José Millán-Astray
Pour les articles homonymes, voir Millan.
José Millán-Astray y Terreros est un militaire espagnol né le 5 juillet 1879 à La Corogne, et mort le 1er janvier 1954 à Madrid.

## Biographie
Né à la Corogne le 5 juillet 1879. En août 1894, il intègre l'académie d'Infanterie de Tolède, dont il sort officier diplômé à l'âge de 16 ans. En septembre 1896, il intègre l'École supérieure de Guerre.
Membre de l'état-major de l'armée lorsqu'une insurrection éclate aux Philippines, José Millán-Astray y Terreros s'engage comme volontaire avec le grade de sous-lieutenant. Sa conduite au combat lui vaut plusieurs décorations prestigieuses (Cruz de María Cristina, Cruz Roja al Mérito Militar, et Cruz Primera Clase al Mérito Militar). À seulement 18 ans, il défend la ville de San Rafael (Bulacan) à la tête d'une trentaine d'hommes contre environ deux mille indépendantistes philippins. 
De retour à Tolède, il enseigne l'art militaire à l'académie d'infanterie.
Il fonde en 1920, avec l'appui du haut commissaire du Maroc, le général Dámaso Berenguer, la Légion espagnole, dont les caractéristiques sont similaires à celles de la Légion étrangère française, dans laquelle s'incorporent de jeunes militaires, tel Francisco Franco.
En 1921, pendant la guerre du Rif, la Légion vient, sous son commandement, rompre le siège de Melilla par des troupes marocaines. Pendant cette guerre, il est grièvement blessé à la poitrine, à la jambe, au bras gauche (qui sera amputé après un début de gangrène) et à l'œil droit (qu'il perdra). Des problèmes de personnalité vraisemblablement causés par ses nombreuses blessures et handicaps l'éloignent du commandement des troupes. Il participe au soulèvement militaire de 1936 qui débouche sur la guerre civile, mais ne participe pas à la conspiration.
Il est l'auteur du cri de ralliement franquiste pendant la guerre d'Espagne « Viva la muerte ».
Il aurait lancé aussi « À mort l'intellectualité traîtresse ! »,, en octobre 1936 contre le philosophe Miguel de Unamuno à l’université de Salamanque, dont celui-ci était le recteur.
Il meurt le 1er janvier 1954 à Madrid, d'une défaillance cardiaque. C'est son médecin, le docteur Mauro-José Rodríguez Rey, qui était aussi son ami intime et son élève à la légion, qui se charge d'annoncer en personne son décès à Franco. Il est enterré au cimetière de l'Almudena, à Madrid.

## Au cinéma
Dans le film Lettre à Franco (2019), son rôle est interprété par Eduard Fernández.